# Comesperma nudiusculum
Comesperma nudiusculum är en jungfrulinsväxtart som beskrevs av Dc.. Comesperma nudiusculum ingår i släktet Comesperma och familjen jungfrulinsväxter. Inga underarter finns listade i Catalogue of Life.